# Euphrasia Donnelly
Euphrasia Louise "Fraze" Donnelly, född 6 juni 1905 i Indianapolis, död 20 maj 1963 i Warsaw, var en amerikansk simmare.
Donnelly blev olympisk guldmedaljör på 4 x 100 meter frisim vid sommarspelen 1924 i Paris.